# The Boy Who Knew Too Much
The Boy Who Knew Too Much é o segundo álbum de estúdio do cantor e compositor Mika. O álbum foi lançado em 21 de setembro de 2009. Até hoje já vendeu mais de 1,5 milhões de copias ao redor do mundo.

## Temas
O tema principal das músicas, segundo o próprio cantor, é como ele lida com sua adolescência. As letras do álbum foram escritas no Olympic Studios, em Londres e em setembro de 2008 ele se mudou para Foguete Carousel Studios em Los Angeles, onde o álbum foi gravado no mesmo ano. O registro se chamaria We Are Golden, nome do primeiro single do álbum, porém Mika alegou que queria um nome mais "ridículo" para o mesmo e em 6 de agosto, mudou oficialmente o nome do projeto para The Boy Who Knew Too Much.
A capa do álbum foi desenhada pela irmã de Mika que trabalha sobre o nome DaWack, juntamente com o ilustrador australiano Sophie Blackall, Richard Hogg e o próprio Mika. A arte do álbum foi inspirada em livros ilustrados para crianças entre os anos de 1940 a 1970.

## Faixa por Faixa
"We Are Golden" primeira canção do álbum e first single do CD tem como tema principal a juventude. Mika explicou ao jornal The Sun que a música é sobre lidar com as coisas ruins da vida como por exemplo o bullying que ele já sofreu na escola.
"Blame It on the Girls" segundo Mika é uma canção que o lembra a banda guiada por Gwen Stefani, No Doubt. A letra da música retrata um garoto rico, bonito, que tem tudo, mas finge ser infeliz.
"Rain" uma das favoritas de Mika na verdade é uma carta de rompimento onde Mika da adeus a um antigo relacionamento. Foi produzida pelo grande Stuart Price que criou músicas para Madonna e The Killers.
"Dr John" fala sobre um personagem que segundo Mika é um psiquiatra imaginario, velho e de forma triangular que é coberto de penas onde Mika fala com ele sempre que está bebado e sozinho.
A música "I See You" assim como as demais do álbum trata-se da juventude. Sobre a letra Mika comentou que se trata de como ele era timido em sua adolescência e tiha medo de dizer para um menino que gostava dele por medo de levar um soco na cara então apenas o perseguia com o seu olhar.
"Blue Eyes" foi uma das primeiras a serem produzidas e apresentadas por Mika já confirmadas no CD. O estilo da canção é inspirado em baladas latinas algo jamais feito pelo cantor e segundo o mesmo a sua letra é sobre transformar algo ruim em bom.
Mika revelou que "Good Gone Girl" é sobre uma garota exibicionista em entrevista a uma rádio mas o mesmo se negou a falar o nome de quem era porém afirmou aos ouvintes que não era sobre a cantora Lady Gaga como rolavam boatos pela internet.
Existem boatos em vários fórums de que "Touches You" fala sobre masturbação onde Mika faz o ato pensando em outra pessoa mas nada foi confirmado pelo cantor. O site Metro Weekly assemelhou a música ao estilo do cantor George Michael.
"By The Time" traz uma parceria de Mika com a também cantora londrina Imogen Heap. O portal NPR descreveu a música como delicada e sonhadora.
"One Foot Boy" trata-se de um amigo imaginário que Mika tinha na adolescência.
"Toy Boy" é uma das faixas do CD favoritas de Mika pois se parece com as músicas da Disney e fala sobre a vida de um brinquedo de corda com um coração de ouro que é separado do menino por causa da sua mãe que inicialmente não gosta dele.
"Pick Up Off the Floor" foi aclamada pela critica como o 'grande finale' do álbum sendo assim uma sonoridade totalmente nova vindo de Mika que se assemelha um pouco a faixa "Toy Boy" também.

## Crítica
O álbum foi um sucesso na crítica e obteve maiores pontuações que o Life in Cartoon Motion primeiro registro do cantor. O site Pop Matters deu nota 8 em uma escala de 10 afirmando que cada canção do álbum é um lado diferente da imaginação de Mika e também o crítico notou que a música "Rain" se parece um pouco com "Relax, Take It Easy".
AllMusic deu 4/5 estrelas para o álbum afirmando a música multifacetada do cantor está mais calma e muito mais confiante neste registro.
No site Metacritic, The Boy Who Knew Too Much obteve 70/100 pontos assim sendo sua maior nota no site até hoje. Segundo os avaliadores o CD tem grandes letras que misturam comédia com temas comuns fazendo assim o álbum ser de um pop grandioso muito melhor que o primeiro álbum.
Entertainment Weekly deu ao registro "A+" equivalente a nota 10 colocando que o CD é uma explosão pop technicolor.
Já o site The Guardian deu 3/5 estrelas impondo que cada canção é primorosamente forjada com flautas e violinos.

## Tracklist
| N.º            | Título                  | Compositor(es)          | Produtores                    | Duração |  |
| 1.             | "We Are Golden"         | Mika                    | Greg Wells, Mika              | 3:58    |  |
| 2.             | "Blame It on the Girls" | Mika                    | Greg Wells, Mika              | 3:33    |  |
| 3.             | "Rain"                  | Mika, Jodi Marr         | Greg Wells, Mika              | 3:43    |  |
| 4.             | "Dr. John"              | Mika                    | Greg Wells, Mika              | 3:44    |  |
| 5.             | "I See You"             | Mika, Walter Afanasieff | Greg Wells, Mika              | 4:16    |  |
| 6.             | "Blue Eyes"             | Mika                    | Greg Wells, Mika              | 2:49    |  |
| 7.             | "Good Gone Girl"        | Mika, Jodi Marr         | Greg Wells, Mika              | 3:00    |  |
| 8.             | "Touches You"           | Mika                    | Greg Wells, Mika              | 3:19    |  |
| 9.             | "By the Time"           | Mika, Imogen Heap       | Greg Wells, Mika, Imogen Heap | 3:18    |  |
| 10.            | "One Foot Boy"          | Mika, Rob Davis         | Greg Wells, Mika              | 2:58    |  |
| 11.            | "Toy Boy"               | Mika, Jodi Marr         | Greg Wells, Mika              | 2:58    |  |
| 12.            | "Pick Up Off the Floor" | Mika                    | Greg Wells, Mika              | 3:20    |  |
| Duração total: | Duração total:          | Duração total:          | Duração total:                | 41:02   |  |